# Джон Гудінаф
Джон Гудінаф (англ. John Bannister Goodenough; 25 липня 1922, Єна, Ваймарська республіка — 25 червня 2023) — американський науковець, фахівець в галузі фізики та матеріалознавства. Запропонував кобальтит літію (LixCoO2) як катод в літій-іонному акумуляторі. Лауреат Нобелівської премії з хімії за 2019 рік.

## Біографія
Закінчив з відзнакою Єльський університет (1944), після чого служив у армії США. Після демобілізації у 1947 році захистив дисертацію з фізики в Чиказькому університеті (науковий консультант Кларенс Зенер).
В останні роки працює над новим видом акумулятора, в якому метал можна буде замінити склом. На думку Гудінафа, деяким науковцям властива пізня зрілість, і найважливіші наукові досягнення приходять до них в похилому віці.
Гудінаф є членом Національної академії наук США (з 2012 року), іноземним членом Французької академії наук (з 1992 року) і Лондонського королівського товариства (з 2010 року).

## Праці

### Статті
- John B. Goodenough (1955). Theory of the role of covalence in the Perovskite-type Manganites. Phys. Rev. 100: 564—573. Bibcode:1955PhRv..100..564G. doi:10.1103/physrev.100.564.
- K. Mizushima; P.C. Jones; P.J. Wiseman; J.B. Goodenough (1980). LixCoO2 (0<x<-1): A new cathode material for batteries of high energy density. Mater. Res. Bull. 15 (6): 783—799. doi:10.1016/0025-5408(80)90012-4.
- John B. Goodenough (1985). B. Schuman, Jr. та ін. (ред.). Manganese Oxides as Battery Cathodes. Proceedings Symposium on Manganese Dioxide Electrode: Theory and Practice for Electrochemical Applications. Re Electrochem. Soc. Inc, N.J. 85—4: 77—96.
- Lightfoot, P.; Pei, S. Y.; Jorgensen, J. D.; Manthiram, A.; Tang, X. X. & J. B. Goodenough. "Excess Oxygen Defects in Layered Cuprates" [Архівовано 9 жовтня 2019 у Wayback Machine.], Argonne National Laboratory, The University of Texas-Austin, Materials Science Laboratory United States Department of Energy, National Science Foundation, (September 1990).
- Argyriou, D. N.; Mitchell, J. F.; Chmaissem, O.; Short, S.; Jorgensen, J. D. & J. B. Goodenough. "Sign Reversal of the Mn-O Bond Compressibility in La1.2Sr1.8Mn2O7 Below TC: Exchange Striction in the Ferromagnetic State" [Архівовано 9 жовтня 2019 у Wayback Machine.], Argonne National Laboratory, The University of Texas-Austin, Center for Material Science and Engineering United States Department of Energy, National Science Foundation, Welch Foundation, (March 1997).
- A.K. Padhi; K.S. Nanjundaswamy; J.B. Goodenough (1997). Phospho-Olivines as Positive Electrode Materials for Rechargeable Lithium Batteries. J. Electrochem. Soc. 144 (4): 1188—1194. doi:10.1149/1.1837571.
- John B. Goodenough (2004). Electronic and ionic transport properties and other physical aspects of perovskites. Rep. Prog. Phys. 67 (11): 1915—1973. Bibcode:2004RPPh...67.1915G. doi:10.1088/0034-4885/67/11/R01.
- Goodenough, J. B.; Abruna, H. D. & M. V. Buchanan. "Basic Research Needs for Electrical Energy Storage. Report of the Basic Energy Sciences Workshop on Electrical Energy Storage, April 2-4, 2007" [Архівовано 9 жовтня 2019 у Wayback Machine.], United States Department of Energy, (April 4, 2007).
- John B. Goodenough. Faculty. University of Texas at Austin Mechanical Engineering Department. 3 травня 2005. Архів оригіналу за 28 вересня 2011. Процитовано 23 серпня 2011.

### Книги
- John B. Goodenough (1963). Magnetism and the Chemical Bond. Interscience-Wiley, New York. ISBN 0-88275-384-3.
- John B. Goodenough (1973). Les oxydes des métaux de transition. Paris: Gauthier-Villars.
- John B. Goodenough, ed. (2001). Structure & Bonding, V. 98.

## Нагороди
- Премія століття (1975)
- Премія Японії (2001)
- Премія Енріко Фермі (2009)
- Національна наукова медаль США (2011)
- Премія Чарльза Старка Дрейпера (2014)
- Премія За інновації в області альтернативних видів палива для транспорту (2015)
- Welch Award in Chemistry однойменного фонду (2017)
- Медаль Бенджаміна Франкліна (2018)
- Медаль Коплі (2019)
- Нобелівська премія з хімії (2019)